# Zoran Simović
Zoran Simović (ur. 2 listopada 1954 w Mojkovacu) – jugosłowiański i czarnogórski piłkarz. Podczas kariery zawodniczej występował występujący na pozycji bramkarza.

## Kariera klubowa
Simović zawodową karierę rozpoczynał w 1975 roku w Napredaku Kruševac z Vtorej ligi (II liga). W 1976 roku awansował z zespołem do Prvej ligi. W 1977 roku spadł z nim do Vtorej ligi, ale w 1978 roku ponownie awansował do Prvej ligi. W Napredaku spędził pięć lat. W sumie rozegrał tam 108 spotkań i zdobył 1 bramkę.
W 1980 roku Simović przeniósł do Hajduka Split. W 1981 roku oraz w 1983 roku wywalczył z nim wicemistrzostwo Jugosławii. W ciągu czterech lat dla Hajduka zagrał 84 razy. W 1984 roku odszedł do tureckiego Galatasaray SK. W 1985 roku wygrał z nim rozgrywki Pucharu Turcji. W 1987 roku oraz w 1988 roku zdobył z nim mistrzostwo Turcji, a także Superpuchar Turcji. W 1990 roku Simović zakończył karierę z liczbą 192 występów dla Galatasaray.

## Kariera reprezentacyjna
W reprezentacji Jugosławii Simović zadebiutował 12 października 1983 roku w wygranym 2:1 meczu eliminacji Mistrzostw Europy 1984 z Norwegią. W 1984 roku został powołany do kadry narodowej na Euro. Zagrał tam w pojedynkach z Belgią (0:2) oraz Francją (2:3). Z tamtego turnieju Jugosławia odpadła po fazie grupowej. W latach 1983–1984 w drużynie narodowej Simović rozegrał w sumie 10 spotkań.